# Епархия Вюрцбурга

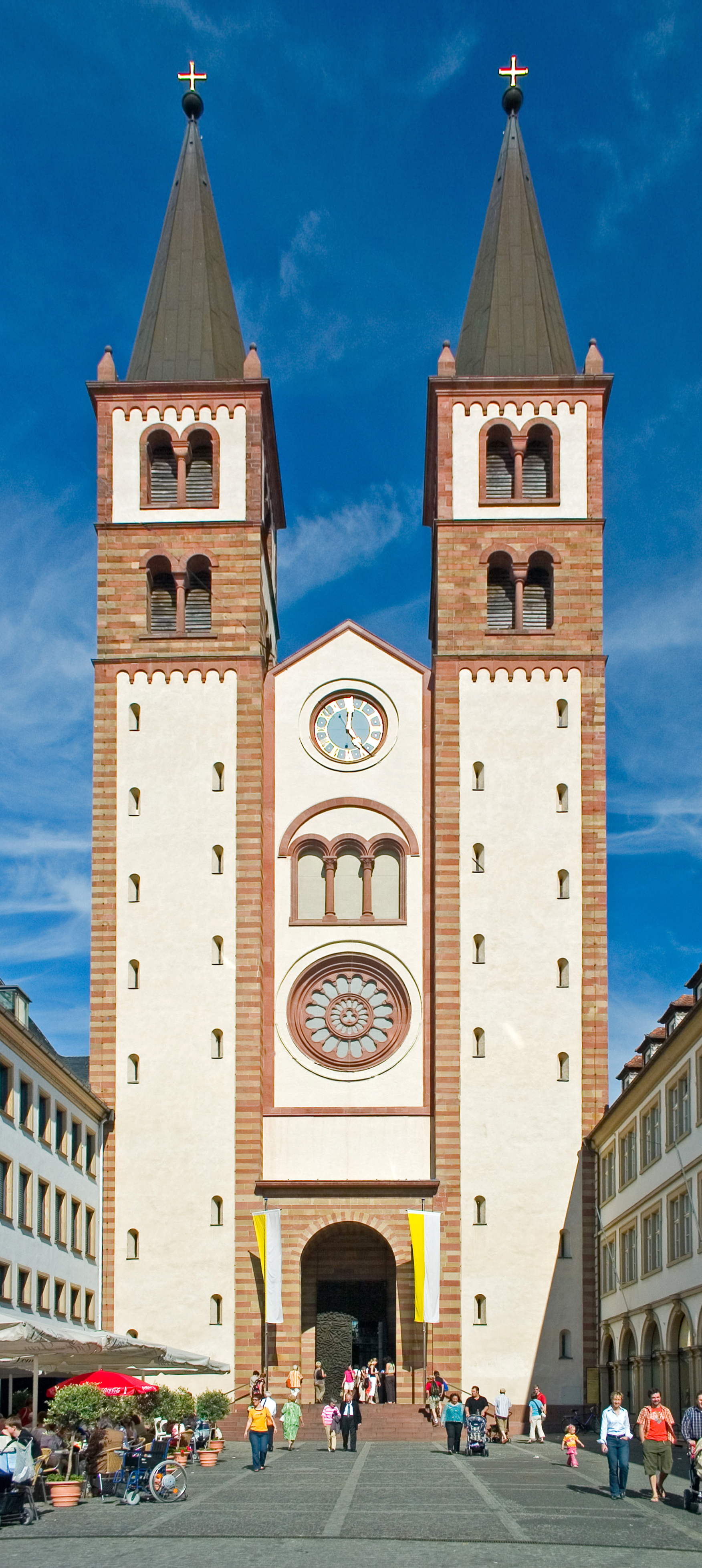
Собор святого Килиана (Вюрцбург)

Епархия Вюрцбурга (лат. Dioecesis Herbipolensis) — епархия Римско-Католической церкви с центром городе Вюрцбург, Германия. 
Входит в митрополию Бамберга. Кафедральным собором епархии является церковь святого Килиана.

## История
Вюрцбургская епархия была образована в 741 году в эпоху христианизации Германии святым Бонифацием. Первоначально входила в митрополию Майнца. Епископы Вюрцбурга постепенно распространяли свою власть на соседние владения и в конечном итоге присвоили себе титул герцогов Франконии, что было подтверждено в 1168 году императором Фридрихом I.
В Средние века Вюрцбург был центром независимого княжества-епископства, которое входило в Священную Римскую империю. 
В 1631 году, во время Тридцатилетней войны, город был осаждён Густавом II Адольфом, после чего епископство и город Бамберг перешли во владение герцога Саксен-Веймарского. В 1634 году владения были возвращены католическим епископам. 
В XVIII веке титул князя-епископа Вюрцбурга носил архиепископ Бамберга. В 1803 году, после германской медиатизации, Вюрцбургское епископство было секуляризовано и присоединено к Баварии.
1 апреля 1818 года епархия Вюрцбурга вошла в митрополию Бамберга.
23 июля 1973 года епархия Шпайера передала часть своей территории апостольской администратуре Эрфурта-Майнингена (сегодня — Епархия Эрфурта).

## Ординарии епархии
| - святой Буркард I (743—755) - святой Мегингауд (755—769) - Бернольф (769—800) - Лудерих (800—803) - Эгильварт (803—810) - Вольфгар (810—832) - Гунберт (833—842) - Годвальд фон Хеннеберг (842—855) - Арно фон Эндзе (855—892) - Рудольф I (892—908) - Теодо фон Хеннеберг (908—931) - Бурхард II (932—941) - Поппо I (941—961) - Поппо II (961—983) - Гуго фон Ротенбург (983—990) - Бернвард фон Ротенбург (990—995) - Генрих I фон Ротенбург (995—1018) - Мейнхард I фон Ротенбург (1018—1034) - святой Бруно Каринтийский (1034—1045) - святой Адальберон (1045—1085) - Мейнхард II фон Ротенбург (1085—1088) - Эйнхард фон Ротенбург (1089—1105) - Руперт фон Тундорф (1105—1106) - Эрлунг фон Кальв (1106—1121) - Гебхард фон Хеннеберг (1122—1127) - Рудигер фон Файхинген (1122—1125) - Эмихо фон Лайнинген (1125—1146) - Зигфрид фон Труэндинген (1146—1150) - Гебхард фон Хеннеберг (1150—1159) (вторично) - Генрих II фон Штулинген (1159—1165) - Герольд фон Хоххайм (1165—1171) - Регинхард фон Абенберг (1171—1186) - Готфрид I фон Шпитценберг-Хельфенштайн (1186—1190) - Филипп Швабский (1190—1191) - Генрих III фон Берг (1191—1197) - Готфрид II фон Гогенлоэ (1197) - Конрад фон Кверфурт (1197—1202) - Генрих IV фон Катцбург (1202—1207) - Отто I фон Лобдебург (1207—1223) - Дитрих фон Хомбург (1223—1225) - Герман I фон Лобдебург (1225—1254) - Иринг фон Райнштайн-Хомбург (1254—1266) - Генрих V фон Лайнинген (1254—1255) - Поппо III фон Тримберг (1267—1271) - Бертольд I фон Хеннеберг (1271—1274) - Бертольд II фон Штернберг (1274—1287) - Мангольд фон Нойенбург (1287—1303) - Андреас фон Гундельфинген (1303—1313) - Готфрид III фон Гогенлоэ (1313—1322) | - Фридрих фон Штольберг (1313—1317) - Вольфрам фон Грумбах (1322—1332) - Герман II Гуммель фон Лихтенберг (1333—1335) - Отто II фон Вольфскель (1335—1345) - Альбрехт I фон Хохенберг (1345—1349) - Альбрехт II фон Гогенлоэ (1350—1372) - Герхард фон Шварцбург (1372—1400) - Альбрехт III фон Катцбург (1372—1376) - Иоганн I фон Эглофштайн (1400—1411) - Иоганн II фон Брунн (1411—1440) - Зигмунд Саксонский (1440—1443) - Готфрид IV фон Лимпург (1443—1455) - Иоганн III фон Грумбах (1455—1466) - Рудольф II фон Шеренберг (1466—1495) - Лоренц фон Бибра (1495—1519) - Конрад II фон Тюнген (1519—1540) - Конрад III фон Бибра (1540—1544) - Мельхиор Цобель фон Гибельштадт (1544—1558) - Фридрих фон Вирсберг (1558—1573) - Юлиус Эхтер фон Меспельбрунн (1573—1617) - Иоганн Готфрид I фон Ашхаузен (1617—1622) - Филипп Адольф фон Эренберг (1623—1631) — также епископ Бамберга - Франц фон Хацфельд (1631—1642) — также епископ Бамберга - Иоганн Филипп фон Шёнборн (1642—1673) - Иоганн Хартман фон Розенбах (1673—1675) - Петер Филипп фон Дернбах (1675—1683) - Конрад Вильгельм фон Вернау (1683—1684) - Иоганн Готфрид II фон Гуттенберг (1684—1698) - Иоганн Филипп фон Грайфенклау-цу-Фолльратс (1699—1719) - Иоганн Филипп Франц фон Шёнборн (1719—1724) - Кристоф Франц фон Хуттен (1724—1729) - Фридрих Карл фон Шёнборн-Буххайм (1729—1746) — также епископ Бамберга - Ансельм Франц фон Ингельхайм (1746—1749) - Карл Филипп фон Грайфенклау-цу-Фолльратс (1749—1754) - Адам Фридрих фон Зайнсхайм (1755—1779) — также епископ Бамберга - Франц Людвиг фон Эрталь (1779—1795) — также епископ Бамберга - Георг Карл фон Фехенбах-цу-Лауденбах (1795—1808) - Адам Фридрих фон Грос-цу-Троккау (1818—1840) - Георг Антон фон Шталь (1840—1870) - Иоганн Валентин фон Райссман (1870—1875) - Франц Йозеф фон Штайн (1878—1897) — назначен архиепископом Мюнхена-Фрайзинга - Фердинанд фон Шлёр (1898—1924) - Маттиас Эренфрид (30.01.1924 — 30.05.1948) - Юлиус Август Дёпфнер (11.08.1948 — 15.01.1957) — назначен епископом Берлина - Йозеф Штангль (27.06.1957 — 8.01.1979) - Пауль-Вернер Шеле (31.08.1979 — 14.07.2003) - Фридхельм Хофман (25.06.2004 — 21.09.2017) - Ульрих Боом (с 2017 года) |  |